# Яковенко Михайло Гнатович
Яковенко Михайло Гнатович (* 25 травня 1959, с. Босово Білокуракинського району Луганської області — 1994) — командир оперативного взводу батальйону міліції швидкого реагування «Беркут» Управління МВС України в Луганській області, підполковник міліції. Перший нагороджений відзнакою Президента України — зіркою «За мужність» (посмертно).

## Біографія
Народився у травні 1959 року у с. Босово Білокуракинського району, через кілька років родина переїхала до Луганську. У 1976 закінчив школу. Працював учнем електрика насосної станції.
1977 року поступив до вищого зенітно-ракетного училища у місті Орджонікідзе (Владикавказ).
З червня 1981 до жовтня 1985 — служба у Одеському вищому військовому училищі протиповітряної оборони (один з попередників Військової академії) у підрозділі забезпечення навчального процесу; після стає командиром зенітної батареї. У жовтні 1991 року залишає службу у Збройних Силах.
В органах внутрішніх справ з 18 лютого 1992 року.
З вересня 1992 року — у новосформованому спецпідрозділі міліції швидкого реагування «Беркут». Майор, підполковник, очолює оперативний взвод; неодноразово особисто брав участь у затриманні озброєних злочинців.
У ніч з 29 на 30 грудня 1994 року у селі Давидово-Нікольське Краснодонського району недалеко від кордону з Російською Федерацією брав участь у знешкодженні озброєної злочинної групи у складі 4-х чоловік, що була причетна до скоєння багатьох тяжких злочинів, у тому числі вбивств на замовлення. По офіційній інформації невідома банда була знешкоджена, але під час проведення операції Яковенко отримав тяжкі поранення у голову та від отриманих поранень помер у лікарні.
7 травня 1995 року за особисту мужність і героїчні дії під час затримання озброєних злочинців посмертно нагороджений найвищою на той час нагородою України за мужність — відзнакою Президента України — зіркою «За мужність». Це був перший указ про нагородження новою відзнакою.
Був нагороджений радянськими медалями «За бойові заслуги», «70 років Збройних Сил СРСР», «За бездоганну службу».
Наказом МВС України підполковник міліції Яковенко Михайло Гнатович навічно зарахований до списків особового складу УМВС України в Луганській області.
На честь Михайла Яковенка названо вулицю (4-та лінія) у місті Луганську.